# Comuna Mihail Kogălniceanu, Constanța
Mihail Kogălniceanu, fost Karamurat, este o comună în județul Constanța, Dobrogea, România, formată din satele Mihail Kogălniceanu (reședința), Palazu Mic și Piatra. Se află NW la distanța de 25 kilometri de orașul Constanța. În perioada 2008 - 2012, primarul comunei a fost Valer Iosif Mureșan.
Aici se află o bază militară aparținând de N.A.T.O.

## Istoric
Locul în care se afla comuna a fost ocupat inițial de triburile tătare emigrate din Crimeea, stabilite în urmă cu aproximativ 500-550 de ani, perioadă în care localitatea a purtat numele de Karamurat (Murat cel Negru), numele unui conducător tătar. Teritoriul a fost stăpinit de tătari până în anul 1877.
În perioada 1873-1883 localitatea a fost populată cu coloniști de origine germană, cunoscuți ca germani dobrogeni. Majoritatea au părăsit localitatea în 1940, fiind strămutați cu forța în Germania nazistă, sub lozinca Heim ins Reich (Acasă în Reich). 
După terminarea războiului de independență, când Dobrogea intră în componența României, apar primii locuitori români. Un rol deosebit de important în stabilirea mocanilor (crescători de oi) l-a avut Mihail Kogălniceanu care, alături de Alexandru Ioan Cuza, a încurajat luarea în stăpânire a pămînturilor de către români. În intervalul care corespunde ocupării acestor locuri de către mocani, au venit din Crasna familii de nemți, născuți în regiuni germane precum Landau sau Pădurea Neagră, care pribegeau prin Polonia. Venirea acestora era încurajată chiar de regalitate, dominată pe atunci de o casă germană.
În 1940, în urma modificărilor de granițe dictate de Hitler foarte mulți germani s-au întors în țară de origine, rămânând în localitate doar 10-15 familii. Plecarea germanilor, de fapt strămutarea acestora, s-a făcut sub promisiunea că bunurile lasate aici vor fi echivalent returnate la sosirea în Germania. A existat o înțelegere privind despăgubirile plătite de statul român, în principal în ce privește aprovizionarea armatei germane: aceasta ințelegere a anulat de drept viitoarele cereri de reîmproprietărire.
Ca urmare a razboiului greco-turc (1919-1922), foarte mulți greci s-au refugiat din Turcia in Grecia, iar populatia musulmana din Macedonia si Creta in Turcia. Liga Națiunilor a intermediat locurile de munca agricole sau industriale ale refugiaților greci in Grecia. Acest lucru a determinat perturbații demografice și desproprietărirea aromânilor din Veria, Vedena, Meglenia, și Caterina, în cea mai mare parte crescători de oi. Cu sprijinul autoritaților române, aceștia au emigrat în Dobrogea și au ocupat tocmai locuințele părăsite de către germani. Romii au venit în comuna între 1951 și 1952 din Medgidia. Au fost aduși de un important activist de partid care voia să desființeze o comunitate de hoți și a așezat câteva familii în fiecare comună din zonă. Conform recensământului din 2002, în comuna Mihail Kogălniceanu trăiesc 10114 locuitori, dintre care 8155 români, 1214 aromâni, 107 turci, 337 tătari, 283 romi, 18 germani.

## Demografie
Componența etnică a comunei Mihail Kogălniceanu
     Români (82,73%)
     Tătari (2,68%)
     Romi (1,66%)
     Alte etnii (0,64%)
     Necunoscută (12,29%)
Componența confesională a comunei Mihail Kogălniceanu
     Ortodocși (80,73%)
     Musulmani (3,24%)
     Romano-catolici (1,55%)
     Alte religii (0,54%)
     Necunoscută (13,94%)
Conform recensământului efectuat în 2021, populația comunei Mihail Kogălniceanu se ridică la 9.103 locuitori, în scădere față de recensământul anterior din 2011, când fuseseră înregistrați 9.978 de locuitori. Majoritatea locuitorilor sunt români (82,73%), cu minorități de tătari (2,68%) și romi (1,66%), iar pentru 12,29% nu se cunoaște apartenența etnică. Din punct de vedere confesional, majoritatea locuitorilor sunt ortodocși (80,73%), cu minorități de musulmani (3,24%) și romano-catolici (1,55%), iar pentru 13,94% nu se cunoaște apartenența confesională.

## Politică și administrație
Comuna Mihail Kogălniceanu este administrată de un primar și un consiliu local compus din 15 consilieri. Primarul, Ancuța-Daniela Belu[*], de la Partidul Național Liberal, este în funcție din 2012. Începând cu alegerile locale din 2024, consiliul local are următoarea componență pe partide politice:
|  | Partid                          | Consilieri | Componența Consiliului | Componența Consiliului | Componența Consiliului | Componența Consiliului | Componența Consiliului | Componența Consiliului | Componența Consiliului | Componența Consiliului | Componența Consiliului | Componența Consiliului | Componența Consiliului |
|  | ------------------------------- | ---------- | ---------------------- | ---------------------- | ---------------------- | ---------------------- | ---------------------- | ---------------------- | ---------------------- | ---------------------- | ---------------------- | ---------------------- | ---------------------- |
|  | Partidul Național Liberal       | 11         |                        |                        |                        |                        |                        |                        |                        |                        |                        |                        |                        |
|  | Alianța pentru Unirea Românilor | 2          |                        |                        |                        |                        |                        |                        |                        |                        |                        |                        |                        |
|  | Partidul Social Democrat        | 1          |                        |                        |                        |                        |                        |                        |                        |                        |                        |                        |                        |
|  | Partidul S.O.S. România         | 1          |                        |                        |                        |                        |                        |                        |                        |                        |                        |                        |                        |

## Personalități
- Hieronymus Menges (1910 - 2002), preot catolic, victimă a regimului comunist;
- Adolph Bachmeier (1937 - 2016), fotbalist american;
- Stere Gulea (n. 1943), regizor;
- Adrian Pllotschi (n. 1959), rugbist.